# Aromia moschata vetusta
Aromia moschata vetusta es una subespecie de escarabajo longicornio del género Aromia, tribu Callichromatini, subfamilia Cerambycinae. Fue descrita científicamente por Jankovsky en 1934.
La especie se mantiene activa durante los meses de mayo, junio y julio.

## Descripción
Mide 15-32 milímetros de longitud.

## Distribución
Se distribuye por Kazajistán.